# L'Oiseau et L'Enfant
L'oiseau et l'enfant (sv. Fågeln och barnet) är en låt skriven av Jean-Paul Cara och Joe Gracy. Låten representerade Frankrike i Eurovision Song Contest 1977 och framfördes av Marie Myriam. Låten fick 136 poäng och vann därmed tävlingen.

## Listplaceringar
| Lista (1977)  | Placering |
| ------------- | --------- |
| Nederländerna | 23        |
| Schweiz       | 2         |
| Sverige       | 5         |
| Österrike     | 15        |

### Fotnoter
1. ↑  ”Listplacering”. http://dutchcharts.nl/showitem.asp?interpret=Marie+Myriam&titel=L%27oiseau+et+l%27enfant&cat=s. Läst 28 april 2011.
2. ↑  ”Listplacering”. http://hitparade.ch/showitem.asp?interpret=Marie+Myriam&titel=L%27oiseau+et+l%27enfant&cat=s. Läst 28 april 2011.
3. ↑  ”Listplacering”. http://swedishcharts.com/showitem.asp?interpret=Marie+Myriam&titel=L%27oiseau+et+l%27enfant&cat=s. Läst 28 april 2011.
4. ↑  ”Listplacering”. http://austriancharts.at/showitem.asp?interpret=Marie+Myriam&titel=L%27oiseau+et+l%27enfant&cat=s. Läst 28 april 2011.